# Joe Grant
Pour les articles homonymes, voir Grant.
Joe Grant, né le 15 mai 1908 et mort le 6 mai 2005, est un scénariste, dessinateur et écrivain américain, aussi caricaturiste. Il est nommé Disney Legend en 1992.
Il est le créateur du personnage de la reine-sorcière de Blanche-Neige et les Sept Nains (1937) et coscénariste de Dumbo (1941).

## Biographie
Joe Grant, né le 15 mai 1908 à New York, est le fils du directeur artistique du New York Journal, propriété de William Randolph Hearst. En 1910, son père est nommé au même poste mais au Los Angeles Examiner (en) et emmène toute sa famille.
Grâce à son père Joe obtient en 1917, un rôle de figuration Jack and the Beanstalk de 
Sidney Franklin ; son activité cinématographique s'oriente plutôt vers le dessin, à la suite de ses études au Chouinard Art Institute. À nouveau grâce à son père il intègre le service des caricatures du Los Angeles Examiner.
C'est cette fonction qui lui permet de côtoyer les animateurs du studios Disney pour la production du court métrage de Mickey Mouse, Parade des nommés aux Oscars 1932. Il commence sa carrière aux studios Disney comme animateur en 1933 sur Mickey's Gala Premiere où il caricature à nouveau les célébrités.
Durant l'année 1934, il travaille sur le scénario de plusieurs courts-métrages avant d'être nommé par Walt Disney à la conception du personnage de la Reine dans Blanche-Neige et les Sept Nains (1937). Il assure ensuite le développement du scénario pour Fantasia et Pinocchio et participe à l'écriture du scénario de Dumbo (1941). Pour Fantasia, il a conçu les éléphants, les autruches, les hippopotames et les crocodiles.
Entre 1937 et 1949, il est responsable de la conception de plusieurs personnages et histoires puis directeur du service de conception des personnages. En 1939, il imagine l'histoire de Johnnie Fedora and Alice Bluebonnet, un court métrage qui sera intégré à la compilation La Boîte à musique (1946). Un script de cinq pages, contenant cette histoire et daté du 24 novembre 1939 est présent dans les archives de production du film. Durant la Seconde Guerre mondiale il travaille sur le scénario du court métrage Der Fuehrer's Face, récompensé aux Oscars.
Il quitte les studios en 1949 pour créer une entreprise de céramique et de carte de visites, après un différend avec Walt Disney, bien qu'il indiquera es années plus tard que ce soit d'un accord mutuel. Il est toutefois associé au film de 1955 La Belle et le Clochard. La chienne Lady est inspirée du cocker américain, aussi appelée Lady, appartenant à l'animateur Joe Grant. Ce serait après avoir vu cette chienne et sa fourrure que Walt Disney aurait décidé de faire un film à cette race de chien.
Il revient aux studios en 1989 à l'âge 81 ans et travaille sur les films du second âge d'or de l'animation principalement sur les scénarios : La Belle et la Bête (1991), Le Roi lion (1994), Pocahontas (1995), Le Bossu de Notre-Dame (1996), Mulan (1998) et Fantasia 2000. Il continue à travailler aux studios quatre jours par semaine jusqu'à son dernier jour, neuf jours avant son 97e anniversaire. Il est décédé le 6 mai 2005 d'une crise cardiaque sur sa planche de dessin. Il est enterré au cimetière Forest Lawn Memorial Park de Glendale.
Son dernier film est Lorenzo, sorti en 2004, pour lequel il a écrit le scénario et aidé aux storyboards. Cette œuvre a été récompensée en 2005 aux Oscars. Une importante collection de ses caricatures a été acquise par le Smithsonian Museum.

## Filmographie
- 1932 : Parade des nommés aux Oscars 1932, animateur (non crédité)
- 1933 : Mickey's Gala Premier, animateur
- 1935 : Qui a tué le rouge-gorge ?, animateur
- 1936 : De l'autre côté du miroir (Thru the Mirror), animateur
- 1937 : Blanche-Neige et les Sept Nains, conception de personnage de la Reine
- 1940 : Pinocchio, conception de personnage
- 1940 : Fantasia, scénario
- 1940 : Le Dragon récalcitrant, scénario du segment Baby Weems
- 1941 : Dumbo, coscénariste
- 1942 : Der Fuehrer's Face, scénario
- 1942 : Saludos Amigos, scénario
- 1946 : La Boîte à musique directeur
- 1951 : Alice au pays des merveilles
- 1955 : La Belle et le Clochard, scénario à savoir le personnage de Lady (non crédité)
- 1981 : Sixty Years of Seduction, coproducteur
- 1991 : La Belle et la Bête, développement visuel
- 1994 : Le Roi lion, conception de personnage et développement visuel
- 1995 : Pocahontas : Une légende indienne,conception de personnage et développement visuel
- 1996 : Le Bossu de Notre-Dame, scénario
- 1998 : Mulan, scénario
- 1999 : Fantasia 2000, concept
- 2004 : Lorenzo, scénario